# Печера Гріна
Печера Гріна — печера вертикального типу залягання (шахта), що знаходиться на гірському масиві Карабі-яйла (Кримські гори). Названа на честь російського письменника Гріна Олександра Степановича

## Основні характеристики
глибина 170 м: довжина 250 м: категорія складності 2а: вертикальний тип
29 жовтня 2008 р. в шахті Гріна, зірвавшись з 30-метрової висоти, загинув 15-річний спелеолог з Миколаєва.